# La leyenda del Zorro (anime)
La leyenda del Zorro (怪傑ゾロ Kaiketsu Zoro?, lit. Extraordinario Zorro) es una serie de anime hecha por Ashi Productions en coproducción con Mondo TV de Italia y Tōhō de Japón. Está inspirada en el personaje de ficción El Zorro.

## Trama
Don Diego de la Vega regresa de su viaje de estudios en España. Al llegar descubre que su pueblo está bajo el dominio despótico del ejército. Don Diego se disfraza como el Zorro para proteger a los débiles y a los oprimidos de su natal California.

## Personajes
- Don Diego de la Vega (ドン・ディエゴ・ベガ Don Diego Bega?) / Zorro (ゾロ Zoro?) personaje principal de la serie. Al igual que su padre, Diego es calmado y razonable; lo cual contrasta con el carácter irreflexivo, terco e irrazonable de Lolita y Bernardo. Es el mejor espadachín del mundo. Para ocultar su identidad secreta, pretende ser torpe, cobarde y tonto. A diferencia del personaje creado por Johnston McCulley, Don Diego es rubio, no tiene bigote y cabalga en un caballo blanco llamado Viento.

- Lolita (ロリタ Rorita?) es la chica de quien Don Diego está enamorado. Ella ama al Zorro. A diferencia del personaje creado por Johnston McCulley, Lolita es rubia.

- Bernardo (ベルナルド Berunarudo?) / Pequeño Zorro (リトル・ゾロ Ritoru Zoro?) un huérfano abandonado que fue encontrado, cuando era un bebé, por Don Diego. Diego lo crio y lo adoptó como si fuera su hermano menor. Ayuda a Diego en su tarea como el pequeño Zorro. A diferencia del personaje creado por Johnston McCulley, Bernardo no es mudo.

- Don Alejandro de la Vega (ドン・アレハンドロ・ベガ Don Arehandoro Bega?) padre de Don Diego.

- Comandante Ramón (レイモン司令官 Reimon shirei-kan?) es el corrupto comandante del ejército español en California.

- Teniente Gabriel (ガブリエル少尉 Gaburieru shōi?) un malvado oficial del ejército español enamorado de Lolita. Es mano derecha del comandante Ramón en cada uno de sus planes. Al final de la serie es derrotado y arrestado por el sargento Pedro González.

- Sargento González (ゴンザレス軍曹 Gonzaresu gunsō?) un sargento gordo quien frecuentemente hace el papel del antivillano. Está basado en el Sargento García de la historia original.

## Voces
Fuentes.
| Personaje                  | Seiyū Japón    | Actor de doblaje · España | Actor de doblaje · Chile |
| -------------------------- | -------------- | ------------------------- | ------------------------ |
| Don Diego de la Vega/Zorro | Toshihiko Seki | Paco Cardona              | Pablo Ausensi            |
| Lolita                     | Maria Kawamura | Nonia De La Gala          | Yaninna Quiroz           |
| Bernardo                   | Rica Matsumoto | Ana Cremades              |                          |
| Don Alejandro de la Vega   | Ikuya Sawaki   | Jesús Prieto              |                          |
| Teniente Gabriel           | Kenyū Horiuchi | Jorge García Tomé         |                          |
| Sargento González          | Kōzō Shioya    | Mariano Peña              |                          |